# IJzeren Kruis (Duitsland)

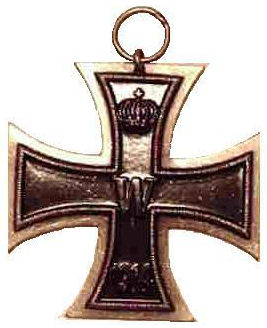
IJzeren Kruis 2e klasse. Uitgave 1914. Particuliere verzameling Groningen.

Het IJzeren Kruis (Duits: Eisernes Kreuz) is een Duitse militaire onderscheiding van Pruisische oorsprong.

## Achtergrond
Het IJzeren Kruis werd op 10 maart 1813 door de Pruisische koning Frederik Willem III ingesteld. Het ontwerp van het IJzeren Kruis is, zo blijkt uit een potloodtekening "van Hoogstderzelven hand", van koning Frederik Willem III zelf. Oorspronkelijk werd de onderscheiding alleen aan Pruisische onderdanen verleend.
Het IJzeren Kruis werd alleen in oorlogen met niet-Duitsers verleend. Het werd voor dat doel telkens vernieuwd, wat inhield dat de onderscheiding het monogram van de heersende Pruisische koning kreeg met daaronder het jaartal van de vernieuwing.
In de Eerste Duits-Deense Oorlog (1848-1851), de Tweede Duits-Deense Oorlog (1864) en de Duits-Oostenrijkse Oorlog, de zogeheten "brüderkrieg" van 1866, werden geen IJzeren Kruisen ingesteld. Verdienstelijke en dappere militairen werden daarom beloond met andere onderscheidingen zoals de kruisen "met de Zwaarden" van de Orde van de Rode Adelaar, de Kroonorde en de Huisorde van Hohenzollern.
De hoogste Pruisische onderscheiding voor dapperheid, de orde Pour le Mérite, werd daarentegen tijdens alle conflicten tussen 1813 en 1918 verleend.
Het zwarte lint met de twee smalle witte strepen langs de randen is geen lint dat specifiek bij het IJzeren Kruis hoorde. In Pruisen werden alle in de strijd en door oorlogsverdienste verworven militaire onderscheidingen, en ook de versierselen van ridderorden, aan dit lint gedragen. In 1939 koos Adolf Hitler voor een zwart-wit-rood lint.
In de jaren tot 1918 was het IJzeren Kruis een militaire onderscheiding. Toch werden ook personen die zich achter het front verdienstelijk hadden gemaakt met het IJzeren Kruis aan een wit lint met twee zwarte strepen gedecoreerd. Ook non-combattanten zoals verplegers en geestelijken aan het front kregen deze onderscheiding.

## Vorm en herkomst
Vorm en uiterlijk van de orde werden bewust gekozen aan de hand van het kruis van de Duitse Orde; een zwart kruis met de typische verbrede balken, zoals de Deutschritter al vanaf de 14e eeuw droegen. De koning ontwierp het kruis zelf. In tegenstelling tot veel van de andere militaire onderscheidingen in de wereld werd bewust afgezien van waardevolle materialen, wat het plichtsbesef van een militair moest weergeven. Het lint was tot 1918 zwart met twee witte strepen.
Gietijzer en sieraden van gietijzer waren in de eerste jaren van de 19e eeuw iets nieuws. In Pruisen hadden veel dames hun gouden en zilveren sieraden in 1813 verruild voor verfijnde ringen, colliers en broches van gietijzer, het "fer de Berlin". Het initiatief daartoe kwam van Marie Anne Amalie van Hessen-Homburg. Ook het IJzeren Kruis was van gietijzer, zij het met een bescheiden zilveren montuur rondom de ijzeren kern.
Ter gelegenheid van de 25e verjaardag van de overwinning op Frankrijk (1 september 1870) besloot Wilhelm II op 18 augustus 1895 dat een uit drie eikenbladeren bestaand zilveren blad (in werkelijkheid was het van wit metaal) met het jubileumnummer "25" mocht worden gedragen op het lint van het in 1870 toegekende IJzeren Kruis. Dit eikenloof was al eerder gebruikt op de versierselen van de orde Pour le Mérite en de Orde van de Rode Adelaar.
Hoewel Pruisen en Duitsland betrokken waren bij militaire conflicten in Oost-Azië en de opstanden in Duits-Zuidwest-Afrika, werd het IJzeren Kruis tot 1914 niet opnieuw toegekend. De tweede vernieuwing van het IJzeren Kruis vond plaats op 8 augustus 1914, tijdens de begindagen van de Eerste Wereldoorlog. De dragers van het IJzeren Kruis uit 1870 ontvingen, volgens een beschikking van 4 juni 1915, naast de zilveren eikenbladeren een zilveren gesp met een afbeelding van het IJzeren Kruis met het jaar 1914.
De laatste incarnatie van het IJzeren Kruis werd op 1 september 1939 gesticht, aan het begin van wat de Tweede Wereldoorlog zou worden.
Het grootkruis van het IJzeren Kruis was ongeveer tweemaal zo groot als de kruisen van de 2e en 1e klasse. Op de onderste kruisarm van het IJzeren Kruis werd altijd met reliëf de oprichtingsdatum (1813, 1870, 1914 en 1939) aangebracht. Het jaartal 1813 prijkt op kruisen van 1870 en 1914 op de bovenste arm. De initialen van koning Frederik Wilhelm III, FW, zijn te vinden op het middelste eikenblad. In 1870 en 1914 werden de monogrammen van Wilhelm I en Wilhelm II in het midden van het kruis, onder de gestileerde kroon van het Koninkrijk Pruisen die in de bovenbalk werd geplaatst, afgebeeld. Adolf Hitler plaatste daar een hakenkruis. De Pruisische koningskroon kwam uiteraard te vervallen en het jaartal 1813 verdween naar de keerzijde.
De vorm van het grootkruis werd in 1939 overgenomen voor de vier bij deze stichting behorende ridderkruisen. Qua formaat zaten deze ridderkruisen tussen het grootkruis en de kruisen van de 1e en de 2e klasse in.
De kruisen werden in de loop der eeuwen steeds "vetter". De armen, die in 1813 slank waren geweest, werden dikker. Toch werden ook in de Tweede Wereldoorlog nog IJzeren Kruisen in de zogeheten "Schinkelform" gefabriceerd.

### Draagwijze
Het IJzeren Kruis werd ten tijde van de stichting gedragen in het tweede knoopsgat van de tuniek. Deze wijze van dragen raakte uit de mode en werd later alleen gezien bij speciale gelegenheden.

## Aantal verleningen
| Grootkruis              | 1813/15 | 5 maal uitgereikt: aan Blücher, Bülow, kroonprins Karel Johan van Zweden, Tauentzien en aan Yorck von Wartenburg |
| Grootkruis              | 1870/71 | 8 maal uitgereikt: aan kroonprins Frederik van Pruisen, prins Karel van Pruisen, koning Albert van Saksen, Edwin von Manteuffel, Helmuth von Moltke, August von Goeben, August von Werder en aan groothertog Frederik Frans II van Mecklenburg-Schwerin |
| Grootkruis              | 1914/18 | 4 maal uitgereikt: aan Von Hindenburg, von Mackensen, prins Leopold van Beieren en aan Ludendorff |
| Grootkruis              | 1939/45 | 1 maal uitgereikt: aan rijksmaarschalk Göring |
| Ridderkruis             | 1939/45 | 8.397 maal uitgereikt, daarbij inbegrepen de verschillende uitvoeringen met eikenloof en zwaarden. |
| IJzeren Kruis 1e klasse | 1813/15 | 668 maal uitgereikt |
| IJzeren Kruis 1e klasse | 1870/71 | 1.302 maal uitgereikt |
| IJzeren Kruis 1e klasse | 1914/18 | ca. 218 duizend maal uitgereikt |
| IJzeren Kruis 1e klasse | 1939/45 | ca. 300 duizend maal uitgereikt |
| IJzeren Kruis 2e Klasse | 1813/15 | 8.542 maal uitgereikt (plus ongeveer 7.000 kandidaten) plus 371 kruisen aan het wit-zwarte lint van de non-combattanten |
| IJzeren Kruis 2e Klasse | 1870/71 | 47.812 maal uitgereikt, daarbij inbegrepen 4.084 kruisen aan het wit-zwarte lint |
| IJzeren Kruis 2e Klasse | 1914/18 | Ongeveer 5.196.000 maal uitgereikt, waarvan 13.000 maal aan het witte lint van de non-combattanten |
| IJzeren Kruis 2e Klasse | 1939/45 | ongeveer drie miljoen maal uitgereikt |

## 1813

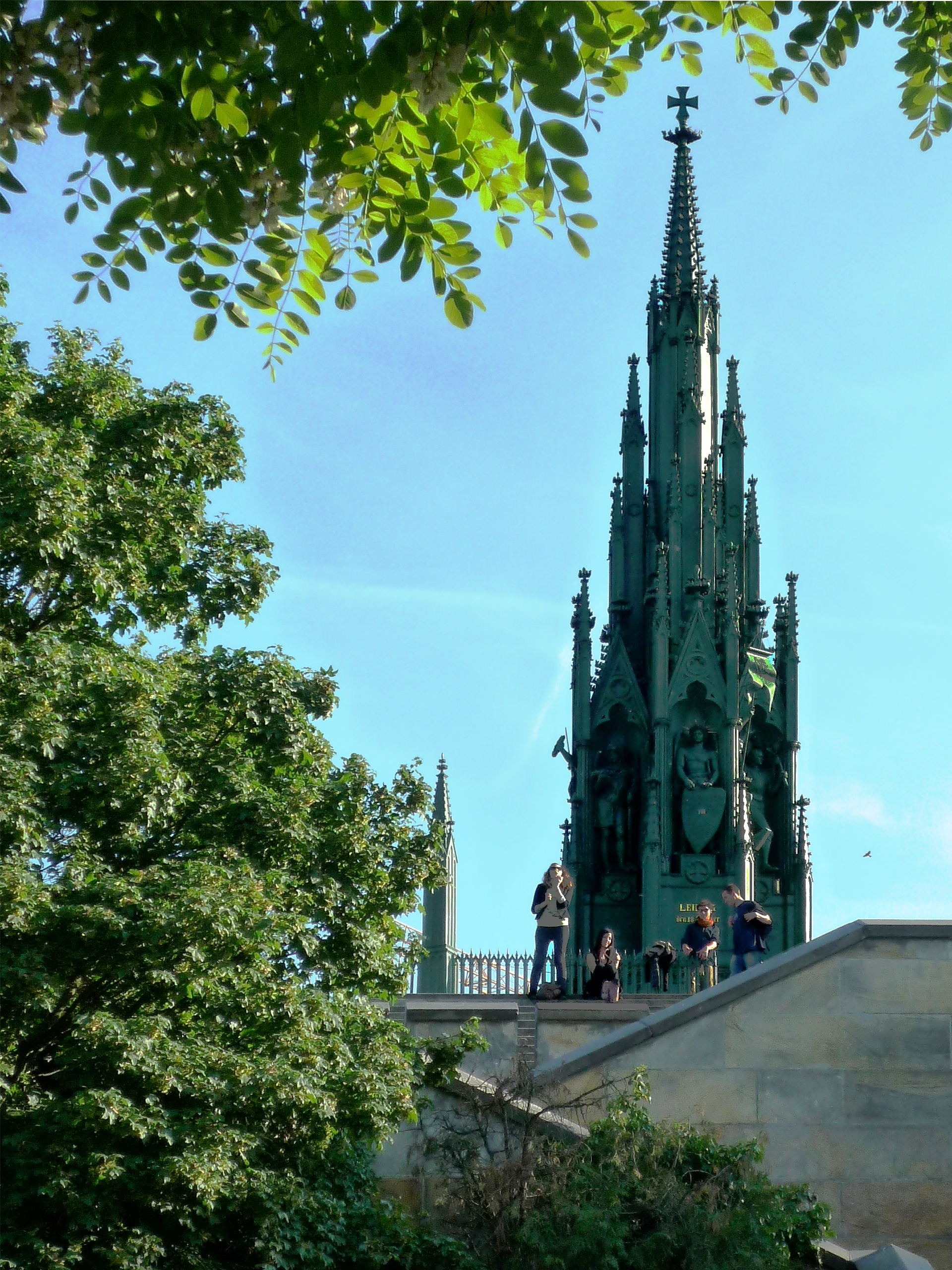
Monument op de Kreuzberg

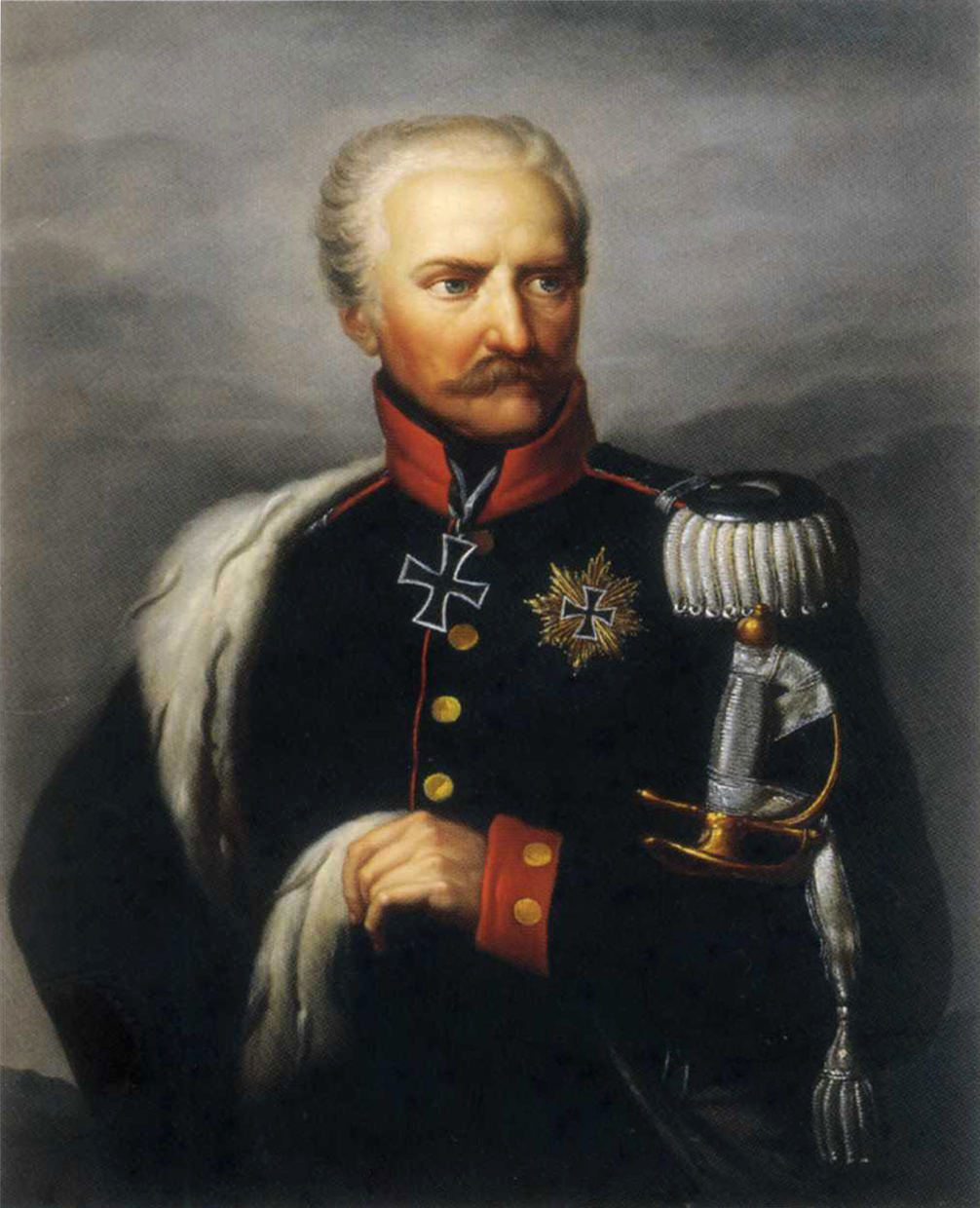
Blücher met grootkruis en Blücherster

In december 1813 verleende de Pruisische koning aan duizenden Russische gardisten, overlevenden van de Slag bij Kulm, het zogenaamde Kruis van Kulm dat sterk op het latere IJzeren Kruis leek.
Het IJzeren Kruis werd als onderscheiding in de oorlog tegen Napoleon toegekend zonder onderscheid te maken in rang en stand. In 1815 werd vastgesteld dat de onderscheiding ook aan bondgenoten van Pruisen mocht worden verleend.
De Pruisische generaal-veldmaarschalk Blücher ontving na de slag bij Waterloo, die dankzij zijn ingrijpen door de geallieerden werd gewonnen, een IJzeren Kruis op een gouden ster. Men noemt deze onderscheiding, die alleen hem ten deel viel, daarom de Blücherster.
De vorm van het nieuwe ereteken was symbolisch. De Pruisische koning haakte aan bij de middeleeuwse Duitse Orde. De ridders van die orde droegen een zwart kruis met breed uitlopende armen op een witte mantel. Zo werd het zegeteken uit de Duitse bevrijdingsoorlog in de traditie van de kruistochten en de Duitse gotiek geplaatst. Het herrijzende Duitsland van de vroege romantiek idealiseerde de Middeleeuwen en de gotiek, die als een puur "Duits" cultuurgoed werd beschouwd. Het werd afgezet tegen het "Latijnse", en dus ook Franse, classicisme.
Om de naaste bondgenoten van Pruisen, het Slavische Rusland, niet te bruuskeren werd de focus van de symboliek rond het IJzeren Kruis op de indertijd mateloos populaire koningin Louise, de in 1810 gestorven vrouw van Frederik Willem III, gelegd. Na haar dood werd zij in de propaganda van de Pruisische regering geroemd als de ideale vorstin, vrouw en liefhebbende moeder, gepresenteerd als "Pruisische Madonna" en martelaar.
Op wat haar 37e verjaardag zou zijn geweest, 10 maart 1813, werd zij postuum met het eerste IJzeren Kruis gedecoreerd. De bladeren op het IJzeren Kruis verwijzen naar haar en haar kinderen. Frederik Wilhelm hechtte groot belang aan de propaganda rond zijn overleden vrouw en bekritiseerde hofprediker Rulemann Friedrich Eylert (1770 1852), die in zijn preek in de Potsdamse Garnizoenskerk te weinig aandacht aan haar en haar symbolische verbinding met het IJzeren Kruis had besteed.
De naam van de na 1821 door Schinkel ontworpen en gebouwde Berlijnse wijk Kreuzberg verwijst naar het IJzeren Kruis, in de plattegrond van deze wijk vindt men de vorm van een kruis terug. Op een hoge heuvel buiten Kreuzberg is een neogotisch monument van gietijzer opgericht. In de decoratie van dit bouwwerk speelt het IJzeren Kruis een prominente rol.
Hoewel Frederik Willem III ten tijde van de stichting van de Orde expliciet had vastgesteld dat het om een onderscheiding in een bevrijdingsoorlog ging, werd ook in de twee latere oorlogen tegen Frankrijk een IJzeren Kruis ingesteld.
De 1e klasse, het Ridderkruis en het Grootkruis werden altijd in de oorspronkelijke uit 1813 stammende vorm op de linkerborst of om de hals gedragen.
Het Duitse Keizerrijk, dat in 1871 werd gesticht, was een federatieve staat. De keizer was de "eerste onder de bondsvorsten". Deze vorsten en de regeringen van de drie hanzesteden hadden het recht hun eigen orden en eretekens in te stellen. De onderdanen van de andere Duitse landen droegen soms de hoge onderscheidingen voor moed die zij van hun eigen "landesherr" hadden gekregen vóór of boven het IJzeren Kruis van de Pruisische koning. Meestal kreeg het IJzeren Kruis echter voorrang op alle andere onderscheidingen.
IJzeren onderscheidingen hebben weinig navolging gevonden. Er zijn een paar ijzeren medailles geslagen en Hessen-Kassel kwam in 1813 met de door het Pruisische IJzeren Kruis geïnspireerde Orde van de IJzeren Helm. In 1830 stichtten de muitende Belgen een eigen IJzeren Kruis, dat weliswaar van gietijzer was, maar verder niet op de Pruisische variant leek.
| IJzeren Kruis van 1813 | IJzeren Kruis van 1813  | IJzeren Kruis van 1813  | IJzeren Kruis van 1813 | IJzeren Kruis van 1813 |
| ---------------------- | ----------------------- | ----------------------- | ---------------------- | ---------------------- |
|                        |                         |                         |                        |                        |
| Kulmer Kruis           | IJzeren Kruis 2e klasse | IJzeren Kruis 1e klasse | Grootkruis             | Blücherster            |

## 1870
Aan het begin van de Frans-Duitse Oorlog in 1870 werd het kruis door de Pruisische koning Wilhelm I heringevoerd, maar dat besluit gold slechts tot het einde van de oorlog.
In de Frans-Duitse oorlog bestond een speciale uitvoering voor verpleegsters. Dit Kruis van Verdienste voor Vrouwen en Maagden (Duits: Ehrenkreuz für Frauen und Jungfrauen) was een apart ereteken dat in vorm gelijk was aan het IJzeren Kruis. Anders dan het IJzeren Kruis, dat uiteraard van gietijzer is, was deze onderscheiding van zilver met een opgelegd rood kruis. Het werd gedragen aan een wit lint met twee smalle zwarte strepen, het spiegelbeeld van het door de soldaten aan het front gedragen lint. Dit gebruik werd in Pruisen vaker gezien.
Het Kruis van Verdienste voor Vrouwen en Maagden is opgenomen in de standaard van de Duitse keizerin en in haar standaard als koningin van Pruisen.
Ook aan geestelijken (zoals legeraalmoezeniers en priesters) kon een kruis aan een wit-zwart lint toegekend worden. De IJzeren Kruisen aan wit-zwarte linten werden door de soldaten soms spottend "Schieberkreuz" (ritselaarskruis) genoemd, omdat ze ook werden uitgereikt aan wapenfabrikanten en anderen die ver van het font waren gebleven.
In 1897 werd aan de in 1870/71 verleende IJzeren Kruisen een zilveren eikenblad toegevoegd met het opschrift "25". Hiermee werden de veteranen van de oorlog van 1870 nogmaals geëerd.
De Britse arts William George Nicholas Manley kreeg in deze oorlog het IJzeren Kruis 2e klasse. In 1864 was hem al het Britse Victoria Cross verleend, tijdens de Maori-oorlog in Nieuw-Zeeland. Hij is hiermee de enige persoon in de geschiedenis die zowel het IJzeren Kruis, zij het aan het wit met zwarte lint, als het Victoria Cross mocht dragen.
Van 1870 tot 1871 onderscheidde men drie klassen:
- Grootkruis: aan een lint om de hals,
- IJzeren Kruis 1e klasse: zonder lint op de borst en
- IJzeren Kruis 2e klasse: aan een lint op de borst.

De zegevierende Duitse veldheren werden niet met speciale uitvoeringen van het IJzeren Kruis maar met grootkruizen van de orde Pour le Mérite onderscheiden. De bejaarde Pruisische koning Wilhelm I was op 26 februari 1813 zelf als zestienjarige officier tijdens de veldtocht tegen Napoleon in Frankrijk al met het IJzeren Kruis gedecoreerd. Hij droeg op verzoek van zijn officieren zelf ook de grootkruizen van de orde Pour le Mérite en het IJzeren Kruis. Hij gaf daarbij de ereplaats aan het oudere Pour le Mérite.
| IJzeren Kruis van 1870  | IJzeren Kruis van 1870  | IJzeren Kruis van 1870 | IJzeren Kruis van 1870           | IJzeren Kruis van 1870                      |
| ----------------------- | ----------------------- | ---------------------- | -------------------------------- | ------------------------------------------- |
|                         |                         |                        |                                  |                                             |
| IJzeren Kruis 2e klasse | IJzeren Kruis 1e klasse | Grootkruis             | Erekruis voor Vrouwen en Maagden | Overzicht van het IJzeren Kruis 1813 - 1870 |

## 1914

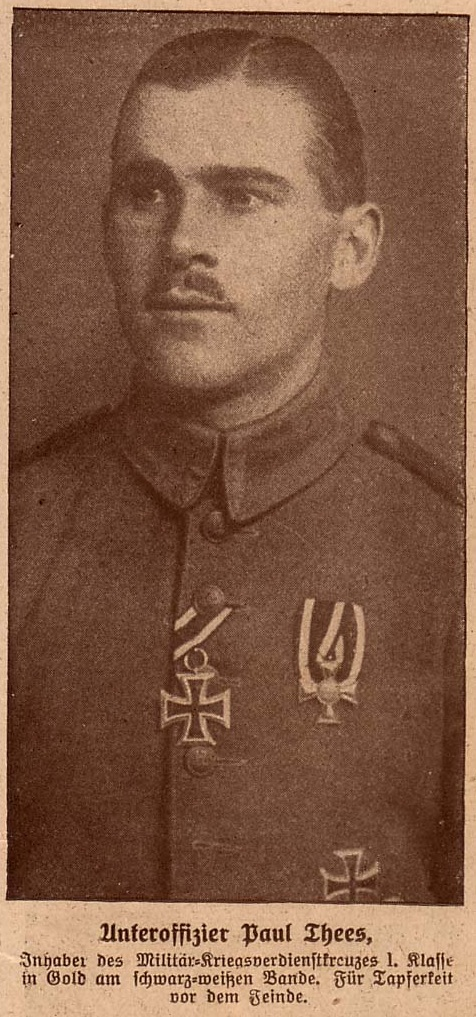
Onderofficier Paul Thees draagt het Gouden Kruis voor Militaire Verdienste aan een in Pruisische stijl opgemaakt lint op het hart. Hij draagt ook het IJzeren Kruis 1e en 2e klasse.

Aan het begin van de Eerste Wereldoorlog werd het IJzeren Kruis wederom ingesteld, ditmaal door keizer Wilhelm II. Hij deed dit in zijn hoedanigheid van koning van Pruisen. Het IJzeren Kruis bleef daardoor een Pruisische, en geen Duitse onderscheiding. Wilhelm II, die tevens opperbevelhebber was van het Duitse leger, droeg vanaf het begin van de oorlog ook zelf het IJzeren Kruis. Hoewel hij geen rol aan het front had gespeeld, tooide hij zich met zowel de 1e als de 2e klasse. Om zijn hals droeg hij het grootkruis.
Het IJzeren Kruis werd in deze vierjarige oorlog zo vaak verleend dat het in aanzien daalde. Er werden naar schatting 5 miljoen IJzeren Kruisen 2e klasse verleend en 218 duizend kruisen van de 1e klasse. De latere dictator Adolf Hitler werd met het IJzeren Kruis in zowel de 1e als de 2e klasse onderscheiden. Deze onderscheiding in de 1e klasse was voor een korporaal opmerkelijk.
Een Pruisische onderofficier of soldaat met op zijn borst het IJzeren Kruis 1e klasse kon daarna in de ogen van het opperbevel niet met het Pour le Mérite of het ridderkruis van het IJzeren Kruis worden gedecoreerd; dat was ver "boven zijn stand". Hij kwam wel voor het Gouden Kruis voor Militaire Verdienste in aanmerking. Dit kruis werd dan ook het "Pour le Mérite voor onderofficieren" genoemd.
In 1915 werd het mogelijk gemaakt om het IJzeren Kruis ook aan onderdanen van Duitslands bondgenoten Oostenrijk, Bulgarije en Turkije te verlenen. Met name na de Slag om Gallipoli werden IJzeren Kruisen aan Turken toegekend. De Turken reageerden met toekenningen van "hun IJzeren Kruis", de eveneens van ijzer vervaardigde IJzeren Halve Maan.
Om te voorkomen dat er te veel uitreikingen van het exclusieve kruis van de orde Pour le Mérite zouden plaatsvinden, werden de dragers van het IJzeren Kruis der 1e klasse bij herhaalde verdienste of grote moed eerst benoemd in de Huisorde van Hohenzollern. Het kruis 1e klasse "met de Zwaarden" in deze orde was het "opstapje" naar de orde Pour le Mérite. Het grootkruis van het IJzeren Kruis was voorbehouden aan zegevierende maarschalken en aan vorsten.
Van 1813 tot 1914 onderscheidde men drie klassen:
- Grootkruis: aan een lint om de hals,
- IJzeren Kruis 1e klasse: zonder lint op de borst en
- IJzeren Kruis 2e klasse: aan een lint op de borst.

De Pruisische generaal-veldmaarschalk Von Hindenburg ontving in maart van 1918 voor zijn overwinning in de Slag bij Tannenberg een niet-voorziene onderscheiding, namelijk een speciaal voor hem ingestelde klasse. Het IJzeren Kruis werd op een gouden ster geplaatst. Deze combinatie wordt de Hindenburgster genoemd.
| IJzeren Kruis van 1914  | IJzeren Kruis van 1914 | IJzeren Kruis van 1914  | IJzeren Kruis van 1914 | IJzeren Kruis van 1914 |
| ----------------------- | ---------------------- | ----------------------- | ---------------------- | ---------------------- |
|                         |                        |                         |                        |                        |
| IJzeren Kruis 2e klasse | Keerzijde              | IJzeren Kruis 1e klasse | Grootkruis             | Hindenburgster         |

## Het IJzeren Kruis als ridderorde tussen 1939 en 1945

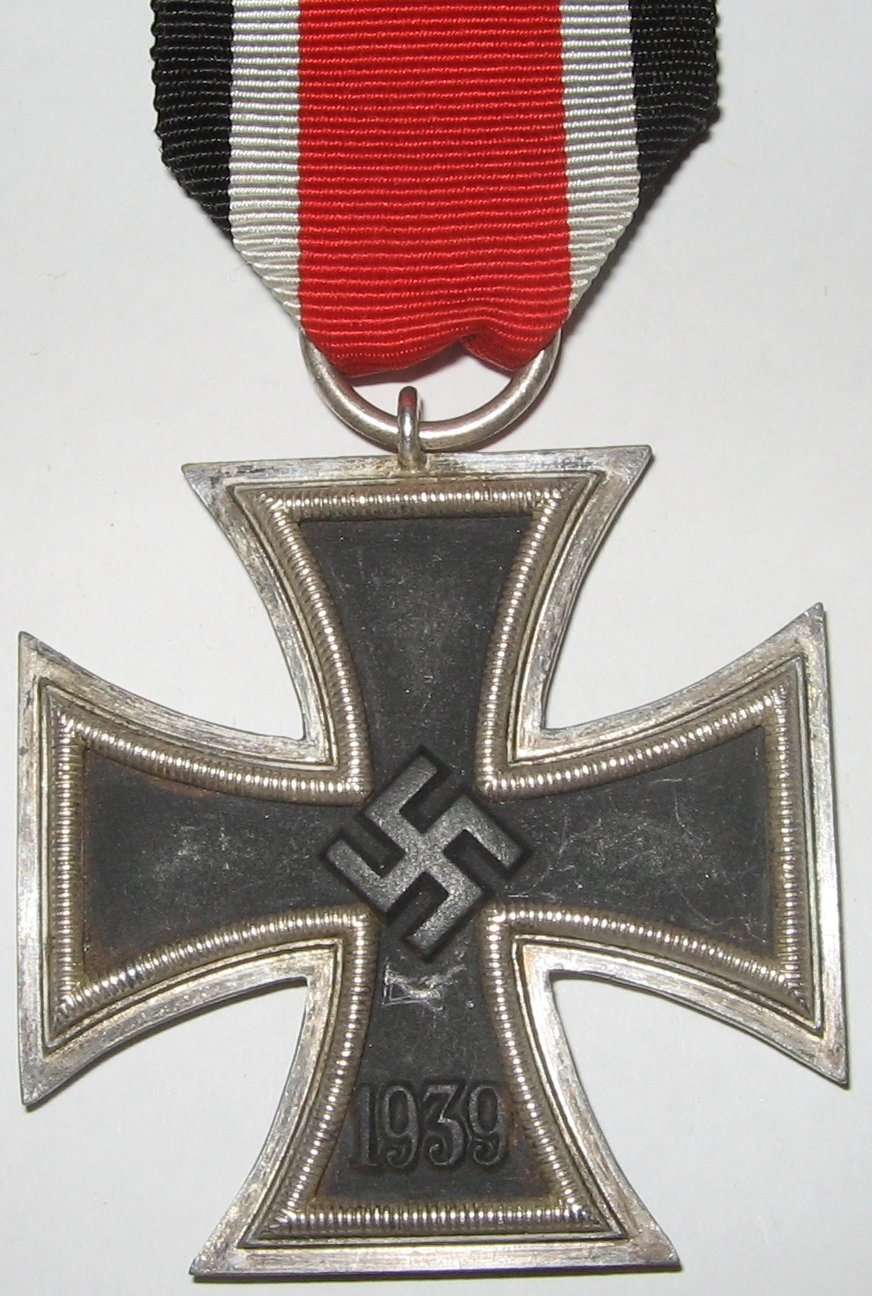
Het IJzeren Kruis met swastika

Tijdens de Tweede Wereldoorlog voerde Adolf Hitler het IJzeren Kruis opnieuw in. Ditmaal was het geen militaire onderscheiding, maar een ridderorde. Het lint was nu zwart, wit en rood. Het kruis was iets dikker en toonde in het midden het hakenkruis met het jaartal 1939 op de voorzijde en 1813 op de achterzijde.
Van 1939 tot 1945 onderscheidde men vier klassen:
- Grootkruis
- Ridderkruis
- IJzeren Kruis 1e klasse
- IJzeren Kruis 2e klasse

De ridderkruisen werden, wanneer daar aanleiding voor was, bij bevordering versierd met twee zilveren eikenbladeren op het lint, zwaarden die daaronder werden aangebracht, diamanten op de eikenbladeren en gouden eikenbladeren met diamanten.
Het nieuwe ridderkruis kwam in de plaats van de tot 1918 verleende Pruisische Pour le Mérite. De onderscheiding werd zonder reserves ook aan de lagere rangen verleend. Het was dus ook voor een soldaat of onderofficier mogelijk om het Ridderkruis te verwerven. De commandanten van de legerkorpsen en bevelhebbers van de marine en luchtmacht hadden het recht om de twee laagste rangen in deze orde, uit naam van de Führer, te verlenen.
In eerdere oorlogen werd het IJzeren Kruis ook voor verdiensten achter het front toegekend. Dat was vanaf 1939 niet meer mogelijk. Voor de logistieke ondersteuning en andere verdiensten ver van het front werden andere onderscheidingen ingesteld. Daar werd vooral het Kruis voor Oorlogsverdienste toegekend, waarvan de versierselen, net als die van de Orde van het IJzeren Kruis, op de borst of om de hals werden gedragen.
Het Ridderkruis van het IJzeren Kruis speelde in het nationaalsocialistische Duitsland een grote rol. Foto’s van de ridderkruisdragers werden door het ministerie van Propaganda op voorpagina's van kranten en weekbladen geplaatst en zij kregen veel aandacht in het bioscoopjournaal.
De bevelhebber van de Luftwaffe, Hermann Göring, ontving na de geslaagde blitzkrieg in Frankrijk een speciaal voor hem vervaardigd grootkruis. Hitler heeft ook een gouden ster met daarop het IJzeren Kruis laten smeden met de bedoeling dit versiersel na de overwinning op zijn vijanden aan Göring te verlenen. Van het uitreiken van deze Göringstern is niets gekomen. De ster werd door het Amerikaanse leger buitgemaakt en wordt in een museum in West Point tentoongesteld.
Om te voorkomen dat er te veel Ridderkruisen verleend moesten worden, stelde Hitler in 1940 het Duits Kruis in. Daarvoor kwamen alleen de dragers van het IJzeren Kruis 1e klasse in aanmerking. Deze ster, door de soldaten spottend het "spiegelei" genoemd, was daarmee de vervanger van het na de val van de Pruisische monarchie afgeschafte Kruis der 1e klasse van de Hohenzollernorde met de Zwaarden.
In de Tweede Wereldoorlog werden volgens officiële, maar slecht gestaafde, opgaven 7028 ridderkruisen verleend. De aantallen kruisen verschillen per auteur. Op veilingen in Duitsland en elders zijn meer dan 55.000 ridderkruisen in omloop. Dat doet vermoeden dat deze kostbare onderscheiding (een authentiek exemplaar kostte in 2005 ongeveer 5000 euro) op grote schaal vervalst is. Ook de bijbehorende certificaten worden vervalst.

### De rangen en versierselen van de Orde van het IJzeren Kruis 1939 - 1945

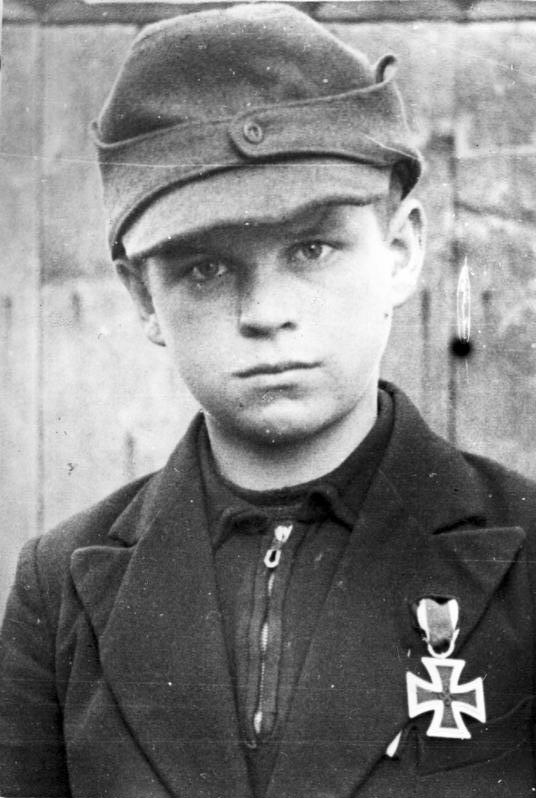
De twaalfjarige Hitlerjunge Alfred Zech verwierf in 1945 het IJzeren Kruis 2e klasse
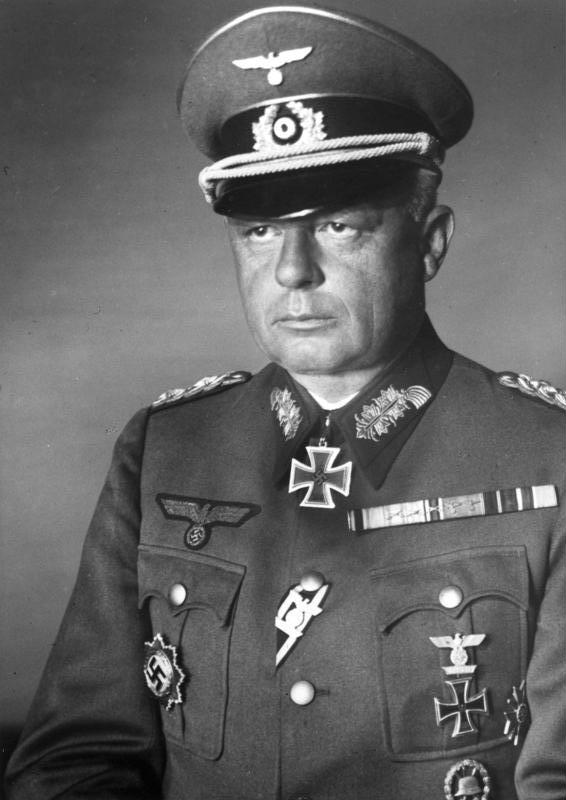
Generaal Friessner met Ridderkruis en de herhalingsgespen van het IJzeren Kruis 1e én 2e klasse
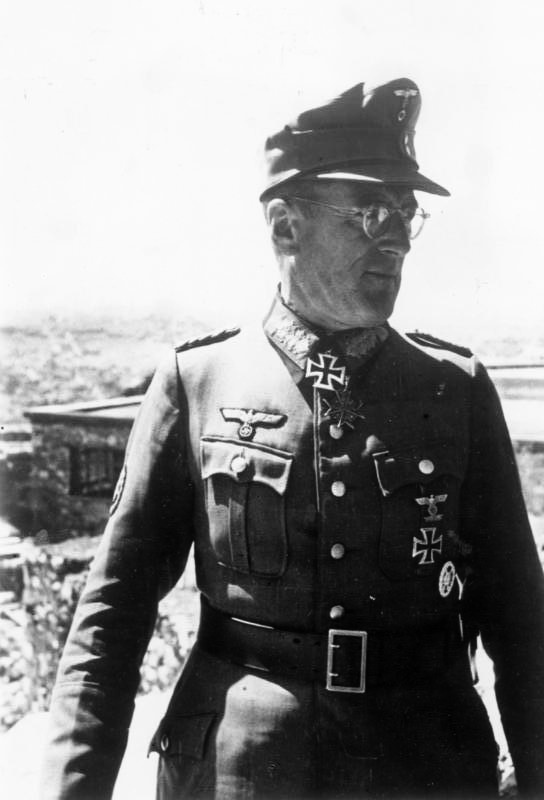
Generaal Schörner draagt het Ridderkruis maar ook het IJzeren Kruis 1e klasse uit 1914/18 met daarboven een herhalingsgesp
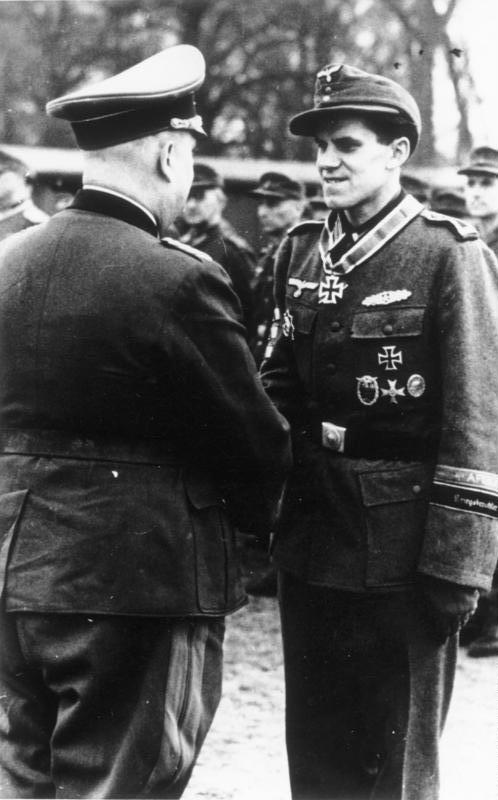
Ridderkruis voor luitenant Hanns Hönscheid
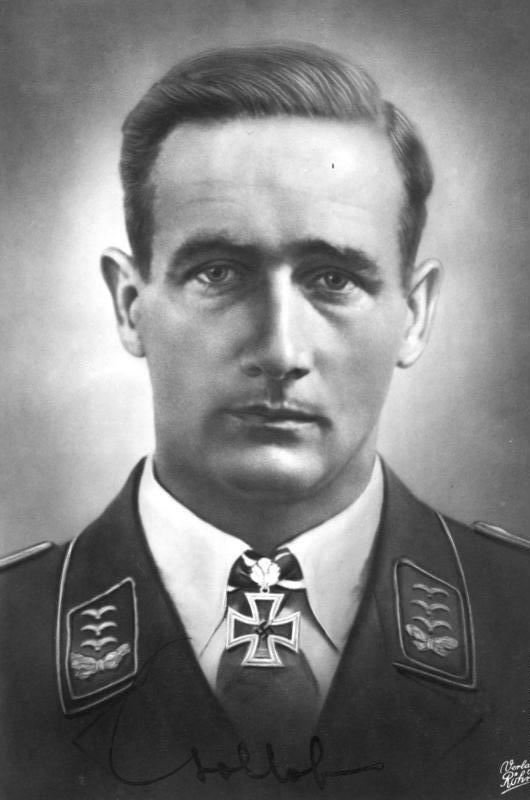
Gordon Gollob met het Ridderkruis met Eikenloof
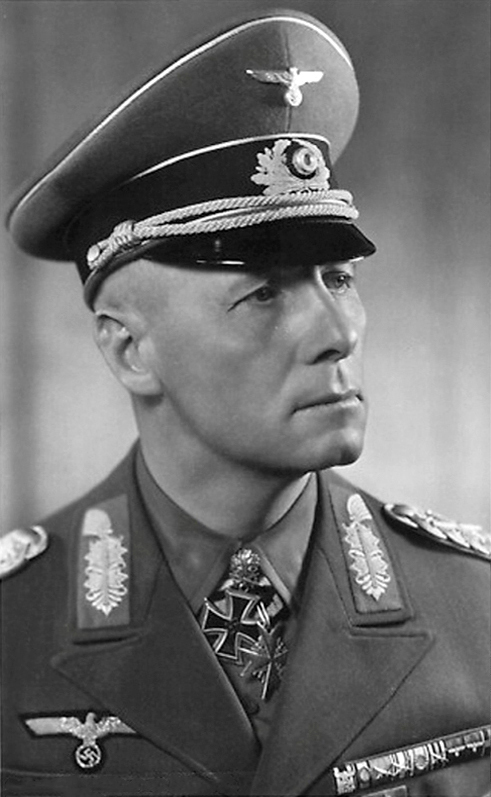
Erwin Rommel met het Ridderkruis met Eikenloof en Zwaarden boven zijn in de Eerste Wereldoorlog verworven Pour le Mérite
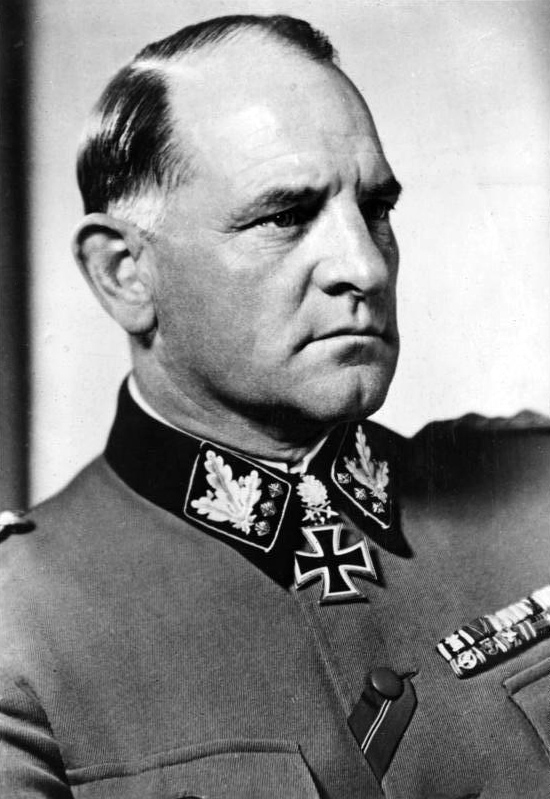
Sepp Dietrich met het Ridderkruis met Eikenloof, Zwaarden en Briljanten
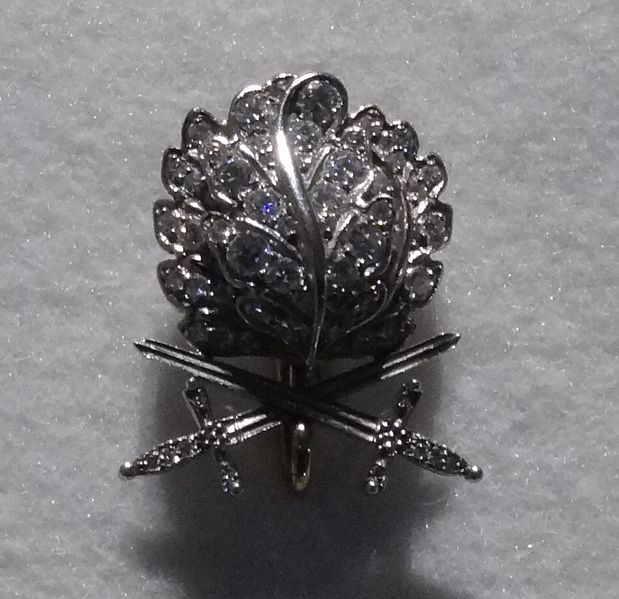
Eikenloof met zwaarden en diamanten van Helmut Lent

#### IJzeren Kruis 2e klasse
Het IJzeren Kruis 2e klasse werd ongeveer drie miljoen maal verleend. Het werd aan een lint op de linkerborst gedragen. Het IJzeren Kruis 2e klasse zelf werd alleen op de dag van de uitreiking en tijdens ceremoniële bijeenkomsten gedragen. Dan werd het lint Pruisisch opgemaakt, dat wil zeggen in een "U"-vorm geplooid, op de linkerborst gedragen. Meestal werd alleen een strook van het lint door het tweede knoopsgat van het uniform gedragen.
Naast dit lint was er ook de kleine vierkante baton: een kartonnen of metalen plaatje, bekleed met een in stof uitgevoerde miniatuur van het lint. Soms was het een metalen plaatje. Deze batons werden op de linkerborst boven de borstzak gedragen. Op de batons mochten desgewenst en indien van toepassing metalen miniaturen van de herhalingsgesp worden gedragen.
Ook in de Tweede Wereldoorlog werden slanke kruisen gefabriceerd. Deze zogenaamde "Schinkelform" herinnert aan de 19e-eeuwse kruisen, maar is niet altijd van gietijzer. Een dergelijk kruis in de 1e klasse is aan de achterzijde voorzien van een schroef of gespsluiting, maar heeft niet altijd een zilveren of verzilverd montuur.
Wie in de Eerste Wereldoorlog een IJzeren Kruis 2e klasse had verworven en er na 1939 weer een kreeg toegekend, mocht op het in het knoopsgat gedragen lint een gesp in de vorm van een adelaar boven een hakenkruis en het jaartal "1914" dragen. Deze gespen zijn van verzilverd tombak (Buntmetal) of zink (Kriegsmetal).

#### IJzeren Kruis 1e klasse
Het IJzeren Kruis 1e klasse werd tijdens de Tweede Wereldoorlog ongeveer 300 duizend maal verleend. Ook Adolf Hitler kreeg deze, door hem in de Eerste Wereldoorlog verworven, onderscheiding. Dit kruis werd zonder lint op de linkerborst vastgemaakt. Daartoe was de keerzijde van een gesp of schroef voorzien. Duitse militairen waren gewoon om hun IJzeren Kruis 1e klasse ook aan het front en bij minder formele gelegenheden op hun uniform te dragen.
Duitsers droegen hun IJzeren Kruis 1e klasse ook wel op rokkostuum of geklede jas. Voor in het knoopsgat van een kostuum was er een ruime keuze aan speldjes en lintjes, de laatsten soms met daarop een miniatuur van het IJzeren Kruis.
Ook van dit kruis werden een "Schinkelform" gefabriceerd. Dit kruis is van gietijzer met zilveren of zilverkleurig montuur en komt in een platte en een gewelfde uitvoering voor. De gewelfde varianten werden altijd met een schroefsluiting en een tegenschild geleverd. Kruisen met een naam of opdracht op de gladde achterzijde zijn zeldzaam.
Kruisen der 1e klasse met gesp en naaldsluiting of schroef werden ook in uitvoeringen van niet-magnetisch wit metaal met zilveren montuur geleverd. Deze kruisen komen met de stempels van meerdere leveranciers voor. Er zijn vlakke en gewelfde schroefbare kruisen van gietijzer met argentaan of Berlijns zilveren montuur bekend. De stempels van de fabrikant staan op de naald of op het tegenschild.
De gesp of "Wiederholungsspange zur 1. Klasse" komt in allerlei vormen voor. Ze zijn er van al dan niet verzilverd Buntmetal (messing) en van Kriegsmetal (zink). De gespen werden met een naald en gesp of met een schroefverbinding boven het IJzeren Kruis 1e klasse uit 1914-1918 vastgemaakt. Er zijn ook zeldzamer uitvoeringen waarbij gesp en kruis één geheel vormen.
Het kwam voor dat zowel op het lint van het IJzeren Kruis 2e klasse als boven het IJzeren Kruis 1e klasse een herhalingsgesp wordt gedragen. Dat ziet men onder andere op het uniform van generaal Schörner.
Het Duitse Kruis kwam ook in geborduurde uitvoeringen voor. Dat was voor een piloot of een soldaat aan het front een veel comfortabeler dracht. Van het IJzeren Kruis 1e klasse zijn dergelijke uitvoeringen niet bekend.
Een onderscheiding die veel zeldzamer was dan het IJzeren Kruis, was de voor man-tegen-mangevechten toegekende Nahkampfspange. Om deze onderscheiding te kunnen ontvangen, moest men eerst het IJzeren Kruis 1e klasse hebben verworven. Deze eis werd aan meer potentiële dragers van Duitse militaire onderscheidingen gesteld.

#### Ridderkruis
Het Ridderkruis werd door Adolf Hitler in al zijn vormen 7313 keer verleend. Terwijl het verlenen van de Kruisen 1e en 2e klasse aan de bevelhebbers aan het front was gedelegeerd, was het verlenen van de Ridderkruisen het prerogatief van de Führer zelf.
Het merendeel van de ridderkruisdragers had de Duitse nationaliteit, maar ook Nederlandse, Poolse, Belgische, Franse, Scandinavische en Italiaanse militairen kregen deze onderscheiding. Verder waren er ook nog 4 Japanners die voor hun strijd tegen de Amerikanen onderscheiden werden met het Ridderkruis van het IJzeren Kruis.
De Nederlandse NSB'er en Waffen-SS-vrijwilliger Gerard Mooyman was op 20 februari 1943 de eerste niet-Duitser die het ridderkruis ontving. Ook drie of vier Belgische vrijwilligers die in de Waffen-SS dienden werden met ridderkruisen onderscheiden. Het waren Léon Degrelle, Leon Gillis, Remi Schrijnen en Jacques Leroy.
De kruisen werden door de firma Juncker, Steinhauer & Lück ongestempeld en met een niet-magnetische kern geleverd. Het montuur is soms van massief zilver, soms verzilverd. Van deze fabrikant zijn ook kruizen met een zwartgemaakte koperen kern en zilveren montuur bekend. De firma C.E. Juncker leverde kruisen met gietijzeren kern en zilveren montuur. Het zilvergehalte is volgens het keurstempel altijd "800". De firma Klein & Quenzer leverde gietijzeren kruisen met zilvermontuur en het stempel "800" of "935". De firma C.F. Zimmermann leverde gietijzeren kruisen met zilvermontuur en het stempel "800". Het is onduidelijk of kruisen van deze laatste maker ooit werden uitgereikt.

#### Ridderkruis met Eikenloof
Het Ridderkruis met Eikenloof werd ingesteld op 3 juni 1940 en werd 883 keer verleend, waarvan 34 maal aan niet-Duitsers. Het eikenloof was van zilver met een gehalte van 800 of 900 vervaardigd. Het eikenloof vormde één geheel met de beugel op de achterzijde. Bij de uitreiking ontving de ontvanger, die het ridderkruis al bezat, een juweliersdoosje met daarin het eikenloof. Er zijn gekeurde en gestempelde maar ook ongestempelde sets bekend.
Tijdens de Tweede Wereldoorlog was het in Duitsland gebruikelijk geworden om ridderkruisdragers die ook het eikenloof droegen, de "Kampfabzeichen", dat zijn militaire onderscheidingen als het Mijnenveger-Oorlogsinsigne, met briljanten te verlenen.

#### Ridderkruis met Eikenloof en Zwaarden
Het Ridderkruis met Eikenloof en Zwaarden werd ingesteld op 21 juni 1941 en werd 159 keer verleend. Deze onderscheiding kon alleen worden toegekend wanneer Adolf Hitler persoonlijk toestemming gaf. De ontvanger moest 100% Germaans zijn en zijn militaire acties moesten van grote invloed zijn geweest op het verloop van een bepaald militair offensief.
De zwaarden, die altijd door Hitler persoonlijk aan de ontvanger werden overhandigd, bestonden uit twee gekruiste miniatuurzwaardjes, gemaakt van zilver, die geplaatst werden onder de eikenbladen en net boven het kruis. In totaal kregen slechts 200 militairen deze hoge onderscheiding.
Simon Carmiggelt maakte deze onderscheiding graag belachelijk door in zijn "kronkels" over het "Kruis met het Iepenloof en Rupsen" te schrijven. Ook Henri Knap wordt genoemd als bedenker daarvan. Het werd "toegekend" aan Amsterdammers die een dappere daad hadden gedaan; zoals het redden van een drenkeling.
Het eikenloof en de zwaarden waren van zilver van het gehalte 800 of 900 vervaardigd. Loof en zwaarden vormden één geheel met de beugel waarmee het ridderkruis aan het lint werd bevestigd. Bij de uitreiking ontving de decorandus, die het ridderkruis al bezat, een juweliersdoosje met daarin het eikenloof en de zwaarden. Er zijn gekeurde en gestempelde maar ook ongestempelde sets bekend.

#### Ridderkruis met Eikenloof, Zwaarden en Briljanten
Deze onderscheiding met briljanten werd ingesteld op 15 juli 1941 en werd 27 keer verleend, onder andere aan Erwin Rommel, Walter Model en Josef Dietrich. In deze uitvoering werden 250 kleine diamanten op het eikenloof geplaatst. Ook de gevesten van de zwaarden werden met diamanten versierd.
Van de ruim tien miljoen militairen die Duitsland tijdens de oorlog onder de wapenen had, kregen slechts 27 deze onderscheiding. Tien van hen waren piloten, twee tankbestuurders, twee onderzeebootkapiteins en veertien generaals, maarschalken of andere legeraanvoerders.
Het was de gewoonte dat de Führer, Adolf Hitler, het kleine doosje met daarin het eikenloof met zwaarden en diamanten persoonlijk aan de gedecoreerde militairen overhandigde. Deze werden daarvoor op het hoofdkwartier van de Duitse dictator ontboden. De uitreiking werd gefilmd en gefotografeerd ten behoeve van de Duitse propaganda.
Uitgereikt aan:
- Hermann Balck (generaal van de pantsertroepen)
- Albrecht Brandi (onderzeebootkapitein)
- Sepp Dietrich (kolonel-generaal van de Waffen-SS)
- Adolf Galland (luitenant-generaal, piloot)
- Herbert Otto Gille (generaal van de Waffen-SS)
- Gordon Gollob (luitenant-kolonel, piloot)
- Hermann Graf (luitenant-kolonel, piloot)
- Erich Hartmann (majoor, piloot)
- Hans-Valentin Hube (kolonel-generaal)
- Albert Kesselring (generaal-veldmaarschalk van de Luftwaffe)
- Helmut Lent (kolonel, nachtpiloot)
- Wolfgang Lüth (onderzeebootkapitein)
- Hasso von Manteuffel (generaal van de pantsertroepen)
- Walter Model (generaal-veldmaarschalk van het leger)
- Werner Mölders (luitenant-kolonel, piloot)
- Hans Joachim Marseille (kapitein, piloot)
- Karl Mauss (generaal van de pantsertroepen)
- Walter Nowotny (majoor, piloot)
- Hermann-Bernhard Ramcke (generaal van de Fallschirmtruppen)
- Erwin Rommel (generaal-veldmaarschalk van het leger)
- Hans-Ulrich Rudel (luitenant-kolonel, piloot)
- Dietrich von Saucken (generaal van de pantsertroepen)
- Heinz Wolfgang Schnaufer (majoor, nachtpiloot)
- Ferdinand Schörner (generaal-veldmaarschalk van het leger)
- Adelbert Schulz (generaal-majoor)
- Hyazinth Graf Strachwitz (luitenant-generaal)
- Theodor Tolsdorff (luitenant-generaal)

Het Duitse opperbevel was zeer kritisch over de door de militairen opgegeven successen. De piloten, tankbemanningen en onderzeebootkapiteins moesten precies aangeven hoeveel doelen zij hadden vernietigd. Deze opgaven moesten door andere waarnemingen worden bevestigd.
De inschatting van de verdiensten van de generaals was veeleer aan een politieke beoordeling onderhevig. Hier werden de veroveringen en geslaagde verdediging tegen de na de keerpunten van de oorlog (de Tweede Slag bij El Alamein, de Slag om Stalingrad en de landingen in Normandië) oprukkende geallieerden gehonoreerd. Hitler had een uitgesproken voorkeur voor die veldmaarschalken en generaals die zijn bevelen om stand te houden, ook tegen beter weten in, compromisloos uitvoerden.
De Waffen-SS, die vooral aan het oostfront werd ingezet om Russische doorbraken in de steeds weer bezwijkende Duitse linies te keren en daarbij met ware doodsverachting vocht, was oververtegenwoordigd bij het verlenen van ridderkruisen in het algemeen. Ook bij de ridderkruisen met eikenloof met zwaarden en diamanten komen twee van deze aan het front ingezette SS'ers voor.

#### Ridderkruis met gouden Eikenloof, Zwaarden en Briljanten

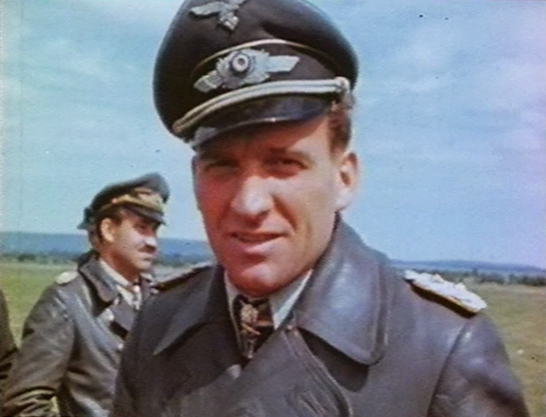
Hans-Ulrich Rudel bij zijn gevangenname

Het Ridderkruis met gouden Eikenloof, Zwaarden en Briljanten werd op 29 december 1944 ingesteld en werd uitsluitend verleend aan de Stuka-piloot Hans-Ulrich Rudel. Het eikenloof was van 18-karaats goud. Het kruis was zoals voorgeschreven van zwartgemaakt gietijzer met een zilveren montuur.
De luchtmachtpiloot was tussen 1941 en 1944 zeer gelukkig geweest tijdens zijn inzet aan het Duits-Russische front. Hij doorliep alle graden van het IJzeren Kruis en werd ook met het Duitse Kruis in Goud gedecoreerd.
Rudel ontving het IJzeren Kruis 2e klasse op 10 november 1939, na de Poolse veldtocht. De 1e klasse volgde pas op 18 juli 1941, na de eerste successen aan het oostfront. Om niet meteen een ridderkruis te hoeven uitreiken werd op 2 december 1941 het Duitse Kruis in Goud uitgereikt. Het ridderkruis van het IJzeren Kruis volgde op 6 januari 1942, daarna volgden het eikenloof op 14 april 1942 (229e uitreiking), de zwaarden op 25 november 1942 (42e uitreiking), de briljanten op 29 maart 1944 (10e uitreiking) en het gouden eikenloof op 29 december 1944.
Luitenant-kolonel Rudel ontving deze decoratie voor het vernietigen van honderden tanks aan het oostfront. Na de oorlog reisde de overtuigde nazi naar Argentinië. Zijn in Duitsland achtergebleven vrouw verkocht zijn onderscheidingen.

#### Grootkruis

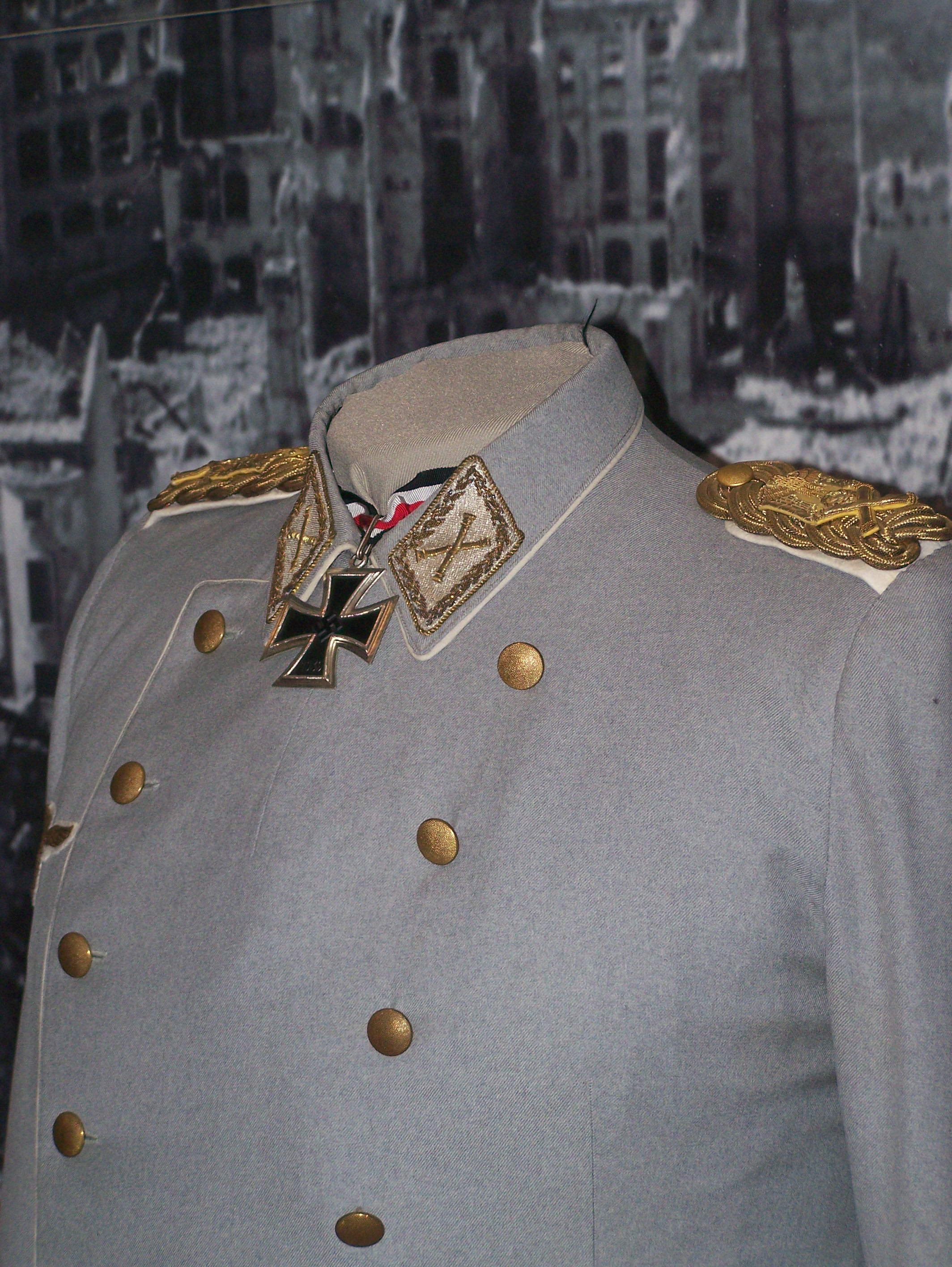
Uniform van Göring met zijn Grootkruis

In 1940 werd rijksmaarschalk Hermann Göring, bevelhebber van de Luftwaffe, het grootkruis van het IJzeren Kruis verleend, om hem te eren voor de succesvol door de nauw samenwerkende infanterie, cavalerie en luchtmacht uitgevoerde "Blitzkrieg" in België en Frankrijk.
Het kruis is opvallend dik en zwaar. Göring droeg het versiersel aan het voorgeschreven zwart-wit-rode lint om de hals. Zijn Pour le Mérite uit de Eerste Wereldoorlog droeg hij daaronder.
De ijdele en extravagante rijksmaarschalk bezat verschillende exemplaren. Naast het grootkruis van gietijzer en zilver, waarmee Adolf Hitler zijn luchtmachtchef in 1940 decoreerde, is er een uitvoering van gesneden zwarte onyx en platina bekend die door Göring zelf werd besteld.
Het in 1940 door Hitler uitgereikte gietijzeren exemplaar met zilveren frame was tijdens de oorlog bij de geallieerde bombardementen op Berlijn verloren gegaan. Göring, die zeer op pracht en praal was gesteld, droeg daarom aan het einde van de oorlog een exemplaar van onyx met een platina frame. Dit kruis, dat hij ten tijde van zijn gevangenname door de Amerikanen droeg, wordt sindsdien als Amerikaanse oorlogsbuit tentoongesteld in het militaire museum van het Amerikaanse leger in West Point.

### Versierselen uit de Tweede Wereldoorlog
Het IJzeren Kruis werd tijdens de Tweede Wereldoorlog door een groot aantal verschillende juweliers en fabrikanten vervaardigd. Er zijn dan ook heel wat verschillende uitvoeringen. Met name de bevestiging van het IJzeren Kruis 1e klasse is op verschillende wijzen uitgevoerd. Er zijn schroeven en gespen bekend.
| IJzeren Kruis van 1939                  | IJzeren Kruis van 1939  | IJzeren Kruis van 1939  | IJzeren Kruis van 1939 | IJzeren Kruis van 1939              | IJzeren Kruis van 1939                          | IJzeren Kruis van 1939                                      | IJzeren Kruis van 1939                                             | IJzeren Kruis van 1939 | IJzeren Kruis van 1939 |
| --------------------------------------- | ----------------------- | ----------------------- | ---------------------- | ----------------------------------- | ----------------------------------------------- | ----------------------------------------------------------- | ------------------------------------------------------------------ | ---------------------- | ---------------------- |
|                                         |                         |                         |                        |                                     |                                                 |                                                             |                                                                    |                        |                        |
| Herhalingsspeld IJzeren Kruis 2e klasse | IJzeren Kruis 2e klasse | IJzeren Kruis 1e klasse | Ridderkruis (replica)  | Ridderkruis met Eikenloof (replica) | Ridderkruis met Eikenloof en Zwaarden (replica) | Ridderkruis met Eikenloof, Zwaarden en Briljanten (replica) | Ridderkruis met gouden Eikenloof, Zwaarden en Briljanten (replica) | Grootkruis (replica)   |                        |

## Het IJzeren Kruis na 1945

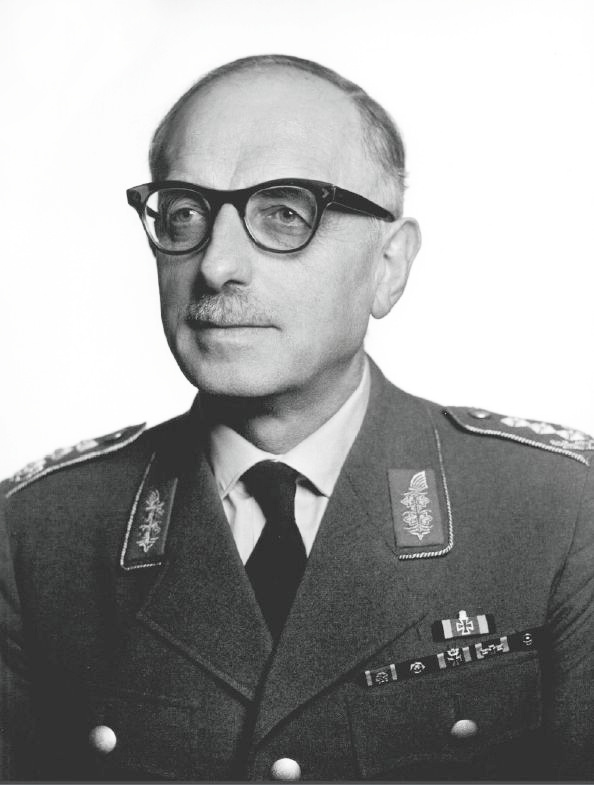
Bundeswehr-generaal Smilo von Lüttwitz met de baton van zijn gedenazificeerde IJzeren Kruis

Krijgsgevangen Duitse militairen werd hun IJzeren Kruis vaak afgenomen. In de antiekhandel werden na de Tweede Wereldoorlog dan ook tal van IJzeren Kruisen aangeboden.
Het IJzeren Kruis wordt sinds 1945 niet meer verleend. De Bondsrepubliek staat het dragen van een IJzeren Kruis conform een wet van 26 juli 1957 toe, op voorwaarde dat het hakenkruis is verwijderd. Op overtreding van deze wettelijke bepaling staat een zware straf. In 1952 werd het IJzeren Kruis, uiteraard zonder swastika, afgebeeld op de eretekens van het Duitse Kruis.
Lange tijd verleende Duitsland, in tegenstelling tot andere NAVO-lidstaten, geen onderscheidingen meer voor moed. Er was geen behoefte aan. Daar kwam onder druk van de Duitse deelname aan vredesoperaties een einde aan.
Toen Duitsland betrokken werd bij militaire acties in het kader van de NAVO en de Verenigde Naties werd in de Bondsrepubliek een discussie gevoerd over een passende dapperheidsonderscheiding. In 2007 werd een petitie gestart aan het Duitse parlement om het IJzeren Kruis terug in te voeren; deze kreeg onmiddellijk meer dan 5000 handtekeningen. Tegenstanders van het hernieuwd instellen van het IJzeren Kruis stelden dat de eeuwenoude vorm in diskrediet was gebracht door de nazi's. Voorstanders wezen op de traditie.
Wat uiteindelijk de doorslag gaf was dat het IJzeren Kruis steeds in oorlogen werd ingesteld. Van een oorlog was en is voor de Bondsrepubliek geen sprake. Daarom stelde de Duitse regering op 13 augustus 2008 het Erekruis van de Bundeswehr voor Dapperheid (Duits: "Ehrenkreuz der Bundeswehr für Tapferkeit"), in. De vorm van dit gouden kruis herinnert eerder aan het Pruisische Gouden Kruis voor Militaire Verdienste.
Het IJzeren Kruis is wel aanwezig als symbool op zowel alle voertuigen, als op het wapenschild van het opperbevel van de Bundeswehr.

## Het IJzeren Kruis in heraldiek en als Duits symbool
Het IJzeren Kruis werd na 1870 steeds meer het voor iedereen herkenbare symbool van het militaristische Duitsland. In Duitsland zelf was het kruis een bron van trots en het werd dan ook veel gebruikt op vlaggen en vaandels. Honderdduizenden gesneuvelde Duitse soldaten werden onder een houten paal met daarop het IJzeren Kruis begraven. In het buitenland werden deze kruisen door bescheidener kruisen en stenen vervangen. In Rusland zijn alle Duitse oorlogsgraven verwoest.
| Het IJzeren Kruis als symbool                             | Het IJzeren Kruis als symbool                                                      | Het IJzeren Kruis als symbool                     | Het IJzeren Kruis als symbool                                                      | Het IJzeren Kruis als symbool                                                                                      | Het IJzeren Kruis als symbool                    |
| --------------------------------------------------------- | ---------------------------------------------------------------------------------- | ------------------------------------------------- | ---------------------------------------------------------------------------------- | --- | ------------------------------------------------ |
|                                                           |                                                                                    |                                                   |                                                                                    | |                                                  |
| Helmuth von Moltke nam het IJzeren Kruis op in zijn wapen | De standaard van de Duitse keizer met een prominente plaats voor het IJzeren Kruis | Soldatengraf met IJzeren Kruis aan het hoofdeinde | De handelsvlag van het Noord-Duitse tolverbond (1867) met daarop het IJzeren Kruis | Het gestileerde IJzeren Kruis als herkenningsteken van de Bundeswehr op oorlogsschepen, vliegtuigen en voertuigen. | Het embleem van het opperbevel van de Bundeswehr |